# NGC 3117
NGC 3117 je galaksija u zviježđu Sekstantu.

## Vanjske poveznice
- SEDS: NGC 3117